# Geranosaurus
Geranosaurus là một chi khủng long, được Broom mô tả khoa học năm 1911.